# Auberge du Grand Chouquet Royal
L'auberge du Grand Chouquet Royal, dite aussi auberge du Pérou, est une ancienne auberge, située à Caumont, dans le département de l'Eure en région Normandie. L'édifice fait l'objet d'une inscription  au titre des Monuments historiques depuis le 11 mai 2004.

## Localisation
L'auberge du Grand Chouquet Royal se situe au sud du territoire de la commune de Caumont (en limite de Saint-Ouen-de-Thouberville), dans le Nord du département de l'Eure, au sein de la région naturelle du Roumois. Elle se trouve à quelques centaines de mètres de la vallée de la Seine, en bordure de la route départementale 675, dite route nationale, qui relie Pont-Audemer à Rouen.

## Historique
L'auberge doit sa création au développement des voies de communication et notamment au fait que l'actuelle route départementale était un chemin royal qui permettait aux charrois de desservir le pays du Roumois à partir de Rouen. Le Chouquet fait référence à un toponyme communal.
Un premier bâtiment est construit au début du XVIe siècle, peut-être en 1535. Il sert alors de relais de poste sur la route reliant Rouen et Honfleur,.
En 1749, il devient une auberge, puis en 1775, une boulangerie et encore plus tard, un logis,
Dans la seconde moitié du XVIIIe siècle, deux autres bâtiments sont élevés. Ils servent de forge et d'écurie avant d'être transformés en pressoir-cellier,,. 
À la Révolution, l'établissement change de nom en devenant l'auberge du Pérou.
En 1930, l'auberge devient la propriété de la famille Richer et est réhabilitée en habitation. Le grand-père du propriétaire (années 2000) y réalise des travaux et construit un porche en prolongement du logis.

## Architecture
L'ensemble des bâtiments s'établit autour d'une cour fermée,, :
- Le logis du XVIe siècle. Celui-ci présente des façades en pan de bois qui s'appuient sur un soubassement de briques et de silex agencés en damier. Côté cour, une galerie de circulation couverte donnant sur les chambres de l’étage est placée en encorbellement et à claire-voie[4],[2],[3]. À l'intérieur, cet édifice se distingue par une cheminée monumentale en brique située dans la salle[4].

- l'ancienne forge et le pressoir-cellier du XVIIIe siècle. Ils sont bâtis en moellons calcaires et en pierre de taille[3].

## Culture
Au XVIIe siècle, Madame de Sévigné écrit, dans l'une de ses correspondances, s'être arrêtée pour passer une nuit dans le relais poste de Caumont.

## Protection
L'auberge du Grand Chouquet Royal fait l'objet d'une inscription  au titre des Monuments historiques par arrêté du 11 mai 2004. Cette inscription concerne l'ancienne auberge ainsi que le pressoir-cellier et les communs.